# Saint-Pierre-de-Soucy
Saint-Pierre-de-Soucy és un municipi francès situat al departament de la Savoia i a la regió d'Alvèrnia-Roine-Alps. L'any 2007 tenia 379 habitants.

## Demografia

### Població
El 2007 la població de fet de Saint-Pierre-de-Soucy era de 379 persones. Hi havia 148 famílies de les quals 36 eren unipersonals (16 homes vivint sols i 20 dones vivint soles), 52 parelles sense fills, 48 parelles amb fills i 12 famílies monoparentals amb fills.
La població ha evolucionat segons el següent gràfic:
Habitants censats

### Habitatges
El 2007 hi havia 205 habitatges, 151 eren l'habitatge principal de la família, 33 eren segones residències i 21 estaven desocupats. Tots els 205 habitatges eren cases. Dels 151 habitatges principals, 142 estaven ocupats pels seus propietaris, 5 estaven llogats i ocupats pels llogaters i 4 estaven cedits a títol gratuït; 7 tenien dues cambres, 14 en tenien tres, 28 en tenien quatre i 102 en tenien cinc o més. 139 habitatges disposaven pel capbaix d'una plaça de pàrquing. A 52 habitatges hi havia un automòbil i a 87 n'hi havia dos o més.

### Piràmide de població
La piràmide de població per edats i sexe el 2009 era:
| Homes | Edats   | Dones |
| ----- | ------- | ----- |
| 0     | 95 o +  | 0     |
| 0     | 90 a 94 | 0     |
| 0     | 85 a 89 | 4     |
| 4     | 80 a 84 | 4     |
| 8     | 75 a 79 | 24    |
| 16    | 70 a 74 | 8     |
| 8     | 65 a 69 | 12    |
| 8     | 60 a 64 | 8     |
| 4     | 55 a 59 | 4     |
| 8     | 50 a 54 | 8     |
| 12    | 45 a 49 | 4     |
| 16    | 40 a 44 | 20    |
| 20    | 35 a 39 | 16    |
| 0     | 30 a 34 | 4     |
| 4     | 25 a 29 | 4     |
| 4     | 20 a 24 | 0     |
| 16    | 15 a 19 | 4     |
| 16    | 10 a 14 | 12    |
| 12    | 5 a 9   | 8     |
| 4     | 0 a 4   | 8     |

## Economia
El 2007 la població en edat de treballar era de 239 persones, 170 eren actives i 69 eren inactives. De les 170 persones actives 161 estaven ocupades (93 homes i 68 dones) i 9 estaven aturades (4 homes i 5 dones). De les 69 persones inactives 33 estaven jubilades, 23 estaven estudiant i 13 estaven classificades com a «altres inactius».

### Ingressos
El 2009 a Saint-Pierre-de-Soucy hi havia 150 unitats fiscals que integraven 384,5 persones, la mediana anual d'ingressos fiscals per persona era de 19.222 €.

### Activitats econòmiques
Dels 11 establiments que hi havia el 2007, 2 eren d'empreses de fabricació d'altres productes industrials, 2 d'empreses de construcció, 1 d'una empresa d'hostatgeria i restauració, 1 d'una empresa d'informació i comunicació, 3 d'empreses de serveis i 2 d'empreses classificades com a «altres activitats de serveis».
Dels 3 establiments de servei als particulars que hi havia el 2009, 1 era una fusteria, 1 lampisteria i 1 perruqueria.
L'any 2000 a Saint-Pierre-de-Soucy hi havia 23 explotacions agrícoles que ocupaven un total de 396 hectàrees.

## Equipaments sanitaris i escolars
El 2009 hi havia una escola elemental.

## Poblacions més properes
El següent diagrama mostra les poblacions més properes.